# テムズ (企業)
株式会社テムズ（英文社名：TEMS CORPORATION）は、東京都文京区に本社を置く日本のマーケティング会社。

## 概要
企業向けにマーケティングサポート・CM戦略立案・広告効果測定／マーケティング調査などを行う。自治体をはじめとした秀逸な地方CM・PR動画を紹介するサイト「ぐろ〜かるCM研究所」を運営している。代表の鷹野義昭は、CM関連のコメンテーターとして、情報バラエティ番組などに多数出演している。
2020年4月から、広告マーケティングの実践的ノウハウを解説したマーケティング指南シリーズ動画「真毛多さんのマーケティング相談所」を展開している。
2020年８月から、地方企業を中心に効率的な広告展開をオンラインで支援する「広告戦略テレ・サポートプログラム」の提供を開始。

## 沿革
- 1990年（平成2年）12月 - 株式会社I&Sに在籍中の鷹野義昭により、有限会社タカノエポックマーケティングシステムを設立。
- 1995年（平成7年）2月 - 株式会社テムズを設立。
- 2008年（平成20年）4月 - 次世代のCM効果測定サービス「CM STREAMING RESEARCH[5][6]」開始。
- 2011年（平成23年）8月 - クロスメディア展開のROI解析サービス「C･ROI[7]」開始。
- 2015年（平成27年）
  - 8月 - 株式会社NTTデータ・国立研究開発法人情報通信研究機構等との共同研究実施[8]。
  - 9月 - WEBサイト「ぐろ〜かるCM研究所」オープン。
- 2017年（平成29年）8月 - PR動画の拡散サポートサービス「PR+PR[9]」開始。
- 2019年（令和元年）5月 - 戦略的PR動画制作サービス「PieR[10]」開始。
- 2020年（令和2年）
  - 4月 - マーケティング指南シリーズ動画「真毛多さんのマーケティング相談所」開始[11]。
  - 8月 -「広告戦略テレ・サポートプログラム」提供開始[12]。

## 制作CM・PR動画
- 一般社団法人こもろ観光局CM・PR動画 -「こもろ天狗　登場」篇/「小諸城址　懐古園／入門」篇（2019年3月24日公開）
- 大分県津久見市PR動画 -「津久見市役所　おばけ屋敷」篇（2019年10月24日公開）
  - 令和元年度大分県広報コンクール　映像の部「特選」
  - 全国広報コンクール2020　映像部門「入選」